# ديشا بريكينريدغ
ديشا بريكينريدغ (بالإنجليزية: Desha Breckinridge) هو محرر أمريكي، ولد في 1867 في ليكسينغتون في الولايات المتحدة، وتوفي في 1935.